# Koentsevskaja (metrostation TPK)
Koentsevskaja (Russisch: Кунцевская) is een station aan de Grote Ringlijn van de Moskouse metro dat op 7 december 2021 werd geopend.

## Geschiedenis
In 1965 werd een kaderplan voor de metro opgesteld waarin onder andere de buitenringlijn, tegenwoordig Grote Ringlijn, was opgenomen. Mozjajskaja was het westelijkste station van die ringlijn en was ook toen bedoeld als overstappunt met de Filjovskaja-lijn. De eerste drie stations van de buitenring werden op 11 augustus 1969 geopend, maar de rest verdween in de ijskast. In de eerste tien jaar van de eenentwintigste eeuw werden diverse plannen weer opgepakt en nieuwe gemaakt. Hieronder was ook de buitenringlijn waarvan de route echter grotendeels gewijzigd werd. Op 28 juni 2011 besloot het Moskouse stadsbestuur tot de aanleg van de Derde overstap contour (TPK). Het zuidwest kwadrant ten zuiden van Koentsevskaja is ongeveer volgens de plannen uit 1965 gebouwd, ten noorden van Koentsevskaja buigt het traject, in tegenstelling tot het oorspronkelijke plan, vrij snel af in oostelijke richting. Door een wijziging in de plannen voor de lijnen naar het westen biedt het station nu ook aansluiting op  de  Arbatsko-Pokrovskaja-lijn via Koentsevskaja.  Op 9 april 2013 werden de uitgewerkte plannen voor het traject tussen Koentsevskaja en Chorosjovskaja gepresenteerd op een openbare hoorzitting van het district Koentsevo. In de plannen werd het station onder het park aan de westkant van de Roebljevskoje Sjosse gelegd. Buurtbewoners hadden het station liever aan de oostkant onder een braakliggend terrein gezien in plaats van in het park, maar dit werd zonder opgaaf van reden door de ontwerper afgewezen. Op 2 juli 2015 keurde het stadsbestuur de plannen goed en 1,61 hectare natuurgebied werd overgedragen ten behoeve van de aanleg. Destijds was de oplevering gepland voor eind 2018. 

## Ontwerp en inrichting
Het station is een ontwerp van de Spaanse infrastructuurbouwer Bustren en wordt gebouwd volgens de openbouwputmethode. Ondergronds is er sprake van een ondiep gelegen zuilenstation met twee verdiepingen. De bovenste wordt gebruikt voor de verdeelhallen terwijl de onderste twee zijperrons heeft langs het dubbelspoor van de metro. De noordelijke toegang wordt bovengronds geïntegreerd in station  Koentsevskaja aan de Moldaviëstraat. De zuidelijke toegang ligt aan de Ivanka Frankostraat waar tevens een halte van de MCD wordt gebouwd waarmee ook een overstap op het stadsgewestelijk spoornet mogelijk is. Ten zuiden van het station komen overloopwissels waarmee van spoor gewisseld kan worden. Op 8 april 2015 werd in besluit 172-PP van de stad Moskou de naam Mozjajskaja toegekend. 
Op 5 november 2019 werd bij besluit nr 1435 van de regering van Moskou het station, net als de voorstadshalte aan de zuidkant en het bovengrondse metrostation aan de noordkant, Koentsevskaja genoemd.

## Chronologie
- Maart 2017 uitschrijving voor de aanbesteding van een tunnelvak met station waarrvan in april de gunning zou volgen.
- Juli 2017 aankondiging dat de bouw van het station in 2018 ging beginnen
- September 2017 een nieuwe aanbesteding wordt geopend voor het station zelf met als eis dat de bouw en installatiewerkzaamheden eind mei 2020 moeten zijn voltooid.
- Oktober 2017 gunning naar aanleiding van de tweede aanbestedingsprocedure.
- 8 april 2018 afsluiting van de afrit van de Roebljevskoje Sjosse naar de  Ivanka Frankostraat in verband met de bouw van het station. De afsluiting zou duren tot 20 december 2018 maar door vertraging bij de bouw van het station zal dit tot eind 2019, begin 2020 duren.
- 28 mei 2018 De bouw van het station begint.
- 7 december 2021, begin van de reizigersdienst.